# David Schittenhelm
David Schittenhelm (* 13. März 1987 in Freiburg) ist ein deutscher Fußballspieler.
In der Jugend spielte er bei der SpVgg Besigheim, dem TSV Oettingen und dem TSV Nördlingen. Im Sommer 2007 wechselte Schittenhelm zum Regionalligisten TSV 1860 München II. Für die Reserve der Münchner Löwen bestritt er in den beiden folgenden Spielzeiten insgesamt 44 Liga-Spiele und erzielte vier Tore. 
Ab 2009 stand er beim Drittligisten 1. FC Heidenheim unter Vertrag. Da er sich jedoch am vorletzten Spieltag der Saison 2008/09 einen Kreuzbandriss zugezogen hatte, konnte er lange Zeit nicht trainieren. Sein Debüt in Heidenheim und damit sein Debüt im Profifußball gab er am 17. April 2010, als er beim Heimspiel gegen die SpVgg Unterhaching in der 68. Spielminute eingewechselt wurde. Am 24. April 2010 stand er beim Auswärtsspiel in Jena in der Startformation. Bis zum Saisonende kam er noch auf vier Einsätze. Sein zweites Jahr beim FCH verlief dann sehr erfolgreich. Er konnte sich im Mittelfeld etablieren und gehörte die meiste Zeit zur ersten Elf. Doch das Auf und Ab setzte sich fort, zwar blieb er auch in der Saison 2011/12 eine feste Größe im Team, aber erst wurde er innerhalb weniger Wochen zweimal mit Gelb-Rot vom Platz gestellt, dann zog er sich im Wintertrainingslager einen erneuten Kreuzbandriss zu und mit nur 14 Hinrundenspielen war die Saison für ihn beendet. In der folgenden Spielzeit kam Schittenhelm nur zu vier Einsätzen; daraufhin wurde sein Vertrag im Sommer 2013 nicht mehr verlängert.